# Burdzi
Burdzi (ngr. Μπούρτζι) – zamek i fort artyleryjski na Peloponezie, wzniesiony na wysepce w porcie Nauplionu.
Zbudowany w 1473 roku przez Wenecjan dla zabezpieczenia miasta przed atakiem od strony morza, na odległej 300 m od portowego nabrzeża wysepce, zwanej wcześniej Agioi Theodoroi. Wówczas przebiegał stamtąd na ląd (ku twierdzy Akronauplia) łańcuch, którym w razie potrzeby zamykano port. Obronna konstrukcja warowni wzmacniana była jeszcze pod koniec XVII przez Wenecjan i na początku XVIII wieku, kiedy znalazła się już w posiadaniu tureckich Osmanów.
Zdobyta przez powstańcze oddziały Greków w grudniu 1822 roku, służyła im następnie jako bastion oporu podczas oblężenia i próby zdobycia miasta przez wojska Ibrahima paszy w czerwcu 1825. Z powodzeniem bronił jej wtedy garnizon pod dowództwem Dimitrisa Santurisa. Po ogłoszeniu niepodległości w twierdzy Burdzi więziono skazanych na śmierć i była ona siedzibą miejscowego kata oraz miejscem egzekucji. Dopiero w latach 30. XX wieku odnowione mury i zabudowania stały się obiektem turystycznym, gdzie umieszczono też luksusowy hotel. Obecnie wciąż należy do miejscowych atrakcji turystycznych, a w murach warowni odbywają się koncerty podczas festiwalu muzycznego w Nauplion. Wysepka oddalona o kilkaset  metrów od brzegu nie ma połączenia z lądem, dostępna jest jednak łodzią z zachodniego końca nadmorskiej promenady – nabrzeża Miaulisa (Akti Miaouli).
Podobne wydzielone i wysunięte fortyfikacje wyspowe o tej nazwie (od tur. burç) powstały przed wiekami również w peloponeskim Metoni oraz na egejskich wyspach Poros (wysepka) i Skiatos (obecnie półwysep), przy porcie Eginy (już nieistniejąca) na wyspie tej samej nazwy, a także na wybrzeżu w Chalkidzie i Karistos na Eubei. Podobnie jak w przypadku Nauplionu, ich zasadniczym przeznaczeniem było strzeżenie wejścia do portu.